# Sabbah
Sabbah (àrab: صباح, Ṣabbāḥ; amazic estàndard marroquí: ⵚⴱⴱⴰⵃ, Ṣbbaḥ) és una comuna rural de la prefectura de Skhirate-Témara, a la regió de Rabat-Salé-Kenitra, al Marroc. Segons el cens de 2014 tenia una població total de 15.029 persones.